# بوب كاتس
بوب كاتس (بالإنجليزية: Bob Katz)‏ هو لاعب كرة قاعدة أمريكي، ولد في 30 يناير 1911 في لانكستر في الولايات المتحدة، وتوفي في 14 ديسمبر 1962 في سانت جوزيف في الولايات المتحدة.

## وصلات خارجية
- بوب كاتس على موقع دوري كرة القاعدة الرئيسي (الإنجليزية)
- بوب كاتس على موقعبيزبول رفرنس.كوم (الدوري الرئيسي) (الإنجليزية)
- بوب كاتس على موقعبيزبول رفرنس.كوم (الدوري الثانوي) (الإنجليزية)